# William Martin (película)
William Martin es una película española dirigida por Richard Jordan.

## Argumento
Una mañana de abril de 1943, un pescador encuentra un cadáver flotando en el mar frente a la costa de España. Este es William Martin, un oficial británico falso con un maletín de documentos falsos. El plan británico - Operación Mincemeat - requiere que estos documentos acaben en manos de los alemanes.
Sin quererlo, cuatro pescadores españoles ahora tienen el poder de cambiar el rumbo de la Segunda Guerra Mundial.

### Reparto
- Carmelo Crespo como Pepe
- Manuel Palomo Pró como Roberto
- Andrés Suárez como Luis
- Antonio Gómez como José

## Estreno
- Canadá: 15 de diciembre de 2017 - Festival de Pendance.